# Cabrerets
 Cabrerets  (en occitano Crabairet) es una población y comuna francesa, situada en la región de Mediodía-Pirineos, departamento de Lot, en el distrito de Cahors y cantón de Lauzès.

## Demografía
| 290 | 242 | 236 | 213 | 191 | 203 |
| Para los censos de 1962 a 1999 la población legal corresponde a la población sin duplicidades (Fuente: INSEE [Consultar]) |     |     |     |     |     |